# 大二重扭稜二重斜方十二面體
大二重扭稜二重斜方十二面體又稱為斯基林立體或斯基林圖形（skilling's figure）是一種退化的非凸均勻多面體，由204個面和60個頂點組成。大二重扭稜二重斜方十二面體可透過將大二重斜方截半二十面體與二十複合正八面體進行異或（或稱混合）來構造。

## 歷史
除了無限集合的柱體、反柱體外，均勻多面體僅有75種，這些多面體的列表在1954年首次發表，並於1970年代證實了其完備性。1975年，約翰斯基林研究了放寬條件的均勻多面體。其令均勻多面體的邊可以重複、非單一之後，發現了一種退化之非凸均勻多面體的例子，即大二重扭稜二重斜方十二面體。更精確地說，在斯基林的研究中，其允許每條邊能有任意數量的相鄰面，並且確保這組面不會分成2個或以上的不相連集合，即這個立體不會是複合多面體。然而這種立體存在與四個面相鄰的邊，或者可以視為重合的邊，因此只能被視為退化的均勻多面體而不是嚴格的均勻多面體。由於此立體由約翰斯基林發現，因此被命名為斯基林立體或斯基林圖（skilling's figure），類似的立體還有米勒的怪物:259這類命名方式也影響一些幾何學相關研究的命名方式:233。

## 性質
大二重扭稜二重斜方十二面體是一種退化的均勻多面體，其存在重合的邊，或與四個面相鄰的邊:138，因此不被視為嚴格的均勻多面體，故未被列在均勻多面體的列表中。儘管如此，大二重扭稜二重斜方十二面體與一般均勻多面體一樣具備點可遞的特性，也就是說這種立體所有頂角都是相等的。大二重扭稜二重斜方十二面體共由204個面、240條邊和60個頂點組成。在其240條邊中，有120條邊與兩個面相鄰，以及120條邊與四個面相鄰。而這120條與四個面相鄰的邊也可以視為120組兩兩重合的邊，即一對與兩個面相鄰之邊，因此部分文獻會將大二重扭稜二重斜方十二面體的邊數記載為360條邊。
在大二重扭稜二重斜方十二面體的204個面中，有120個正三角形、60個正方形和24個五角星。在其60個頂點中，每個頂點都是6個三角形、4個正方形和2個五角星的公共頂點，並且這些面在頂角周圍依照五角星、正方形、三角形、三角形、三角形、正方形、反向相接的五角星、正方形、反向相接的三角形、反向相接的三角形、反向相接的三角形和正方形的順序排列，且圍繞頂角兩圈，這種頂角結構在頂點圖中可以用(5/2.4.3.3.3.4. 5/3.4.3/2.3/2.3/2.4)/2來表示。

### 尺寸
大二重扭稜二重斜方十二面體的邊長為二的平方根倍的外接球半徑:122，這同時也意味著邊長為1的大二重扭稜二重斜方十二面體其外接球半徑為：
{\displaystyle {\frac {1}{\sqrt {2}}}\approx 0.707107}

### 頂點座標
大二重扭稜二重斜方十二面體與大二重斜方截半二十面體共用相同的頂點排列，也就是說在相同外接球的情況下，大二重扭稜二重斜方十二面體的頂點座標與大二重斜方截半二十面體的頂點座標相同，其值為：
{\displaystyle \left(\pm {\sqrt {\frac {{\sqrt {5}}-1-2{\sqrt {{\sqrt {5}}-2}}}{8}}},\,\pm {\sqrt {\frac {3-{\sqrt {5}}-{\sqrt {10{\sqrt {5}}-22}}}{8}}},\,\pm {\sqrt {\frac {2+{\sqrt {2{\sqrt {5}}-2}}}{8}}}\right),}
{\displaystyle \left(0,\,\pm {\frac {\sqrt {3-{\sqrt {5}}}}{2}},\,\pm {\frac {\sqrt {{\sqrt {5}}-1}}{2}}\right),}
{\displaystyle \left(\pm {\sqrt {\frac {3-{\sqrt {5}}+{\sqrt {10{\sqrt {5}}-22}}}{8}}},\,\pm {\sqrt {\frac {2-{\sqrt {2{\sqrt {5}}-2}}}{8}}},\,\pm {\sqrt {\frac {{\sqrt {5}}-1+2{\sqrt {{\sqrt {5}}-2}}}{8}}}\right).}

### 頂點圖

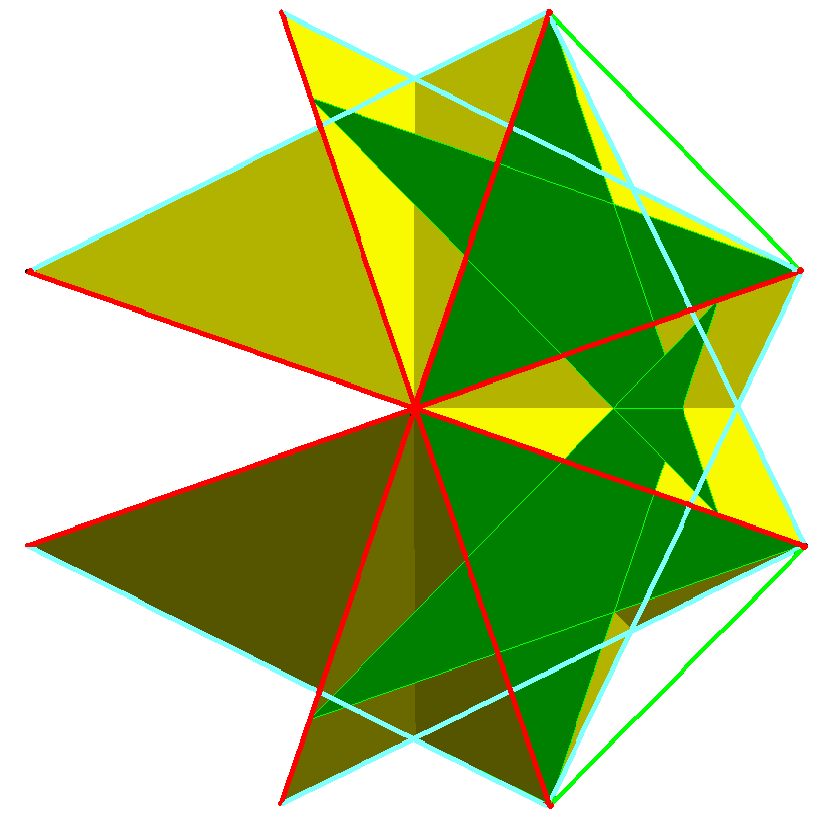
大二重扭稜二重斜方十二面體頂點圖的視覺化呈現。

頂點圖為頂角結構的一種描述方式，通常是以構成頂角之多面角組成面的邊數順序來表示。一般而言會將大二重扭稜二重斜方十二面體的頂點圖計為(5/2.4.3.3.3.4. 5/3.4.3/2.3/2.3/2.4)/2，以表示每個頂角皆為12面角，並依照五角星（5/2）、正方形（4）、三個三角形（3.3.3）、正方形（4）、反向相接的五角星（5/3）、正方形（4）、三個反向相接的三角形（3/2.3/2.3/2）、正方形（4）的順序相接，並圍繞頂角兩圈（/2）:122。然而考慮部分邊的重合性，可以將的頂角分成兩組，其頂點圖分別為[5/4,4,3,3,3,4,5/3,4,3/2,3/2,3/2,4]與[5/2,3,4,3,4,3,5/3,3/2,4,3/2,4,3/2]。

### 歐拉示性數
若將重合邊視為相異，則大二重扭稜二重斜方十二面體由204個面、360條邊和60個頂點組成，其邊數為360，包括了120組的重合邊和120條獨立邊，此時的歐拉示性數為{\displaystyle \chi =F-E+V=}{\displaystyle {{{204}-{360}}+{60}}=-96}。但若將大二重扭稜二重斜方十二面體的重合邊視為相同，則大二重扭稜二重斜方十二面體由204個面、240條邊和60個頂點組成，此時的歐拉示性數為{\displaystyle \chi =F-E+V=}{\displaystyle {{{204}-{240}}+{60}}=24}。

## 相關多面體
大二重扭稜二重斜方十二面體與大二重斜方截半二十面體共用相同的邊佈局，但其三角形面的集合不相同。頂點和邊也與二十複合正八面體共用，同理，與八面體共用頂點之幾何體——四面半六面體按相同方式構成的二十複合四面半六面體亦然。此外，大二重扭稜二重斜方十二面體也與大扭稜十二面截半二十面體共用180條邊。
| 凸包                       | 大扭稜十二面截半二十面體 | 大二重斜方截半二十面體 |
| 大二重扭稜二重斜方十二面體 | 二十複合正八面體         | 二十複合四面半六面體   |

## 圖像
| 傳統填充 | 相交偶數次為外部 |